# Neoclytus armaticollis
Neoclytus armaticollis är en skalbaggsart som beskrevs av Dmytro Zajciw 1964. Neoclytus armaticollis ingår i släktet Neoclytus och familjen långhorningar. Inga underarter finns listade i Catalogue of Life.